# Preissova vila
Preissova vila je funkcionalistická vila v ulici U Mrázovky na pražských Malvazinkách v Praze 5 na Smíchově. Bydleli tu mimo jiné Jaroslav Preiss, Antonín Novotný nebo Vasil Biľak.

## Historie
Vilu nechal roku 1931 postavit šéf prvorepublikové Živnobanky Jaroslav Preiss architektem Eduardem Hniličkou ve funkcionalistickém stylu Adolfa Loose pro svou sekretářku a přítelkyni Jarmilu Demmerovou, a to v době, kdy již byl 10 let vdovcem. Jarmilu Demmerovou si nakonec vzal za ženu, vilu přestavěl na rozlehlou rezidenci a nastěhoval se ke své nové ženě.
Po 2. světové válce byla tato čtyřpatrová vila zkonfiskována, přestavěna a rozšířena na podlažní plochu jednoho patra o velikosti 270 m² a nastěhoval se sem Antonín Novotný. Před vilou proto byla postavena strážní budka. Po Antonínu Novotném se dům rozdělil na čtyři byty, kam se nastěhovali další komunističtí funkcionáři, jakými byli Vasil Biľak, František Pitra, Jan Fojtík a Josef Kempný.
Po revoluci roku 1989 přešla vila do správy Prahy 5 a nastěhovali se sem běžní lidé. Nějaký čas zde sídlilo i velvyslanectví Jižní Koreje.

## Současnost
Dnes vilu vlastní majoritní vlastník energetického koncernu EPH, jeden z nejbohatších Čechů a mj. také majitel fotbalového klubu AC Sparta Praha, Daniel Křetínský.